# Croton muellerianus
Croton muellerianus là một loài thực vật có hoa trong họ Đại kích. Loài này được L.R.Lima mô tả khoa học đầu tiên năm 2008.